# 阿部淳
阿部 淳（あべ じゅん、1955年 - ）は、日本の写真家、教育者。クリチャーズや、黒白ノートなど、数々の写真集を出版している。

## 経歴
大阪府出身。大阪写真専門学校（現：ビジュアルアーツ専門学校・大阪）にて写真の技術を学び、1981年に卒業。
1982年から1994年まで、京都を拠点とする舞踏グループ「白虎社」のオフィシャルフォトグラファー。1982年から1983年に広範囲の旅をした。
2002年からビジュアルアーツ大阪カレッジで教鞭をとっている。2006年から大阪を拠点とする写真集団「バキュームプレス」のメンバー。2013年からはハッテンギャラリーの代表を務めている。